# Karin Aune
Karin Aune (Örebro, 29 d'abril de 1975) és una exciclista sueca, professional del 2006 al 2011. Representà el seu país en els campionats del món de ciclisme en ruta del 2006 i del 2008.

## Palmarès
- 2006
  - Vencedora d'una etapa a l'Eko Tour Dookola Polski